# Euphilotes columbiae
Euphilotes columbiae är en fjärilsart som beskrevs av Rudolf H.T. Mattoni 1954. Euphilotes columbiae ingår i släktet Euphilotes och familjen juvelvingar. Inga underarter finns listade i Catalogue of Life.